# Harry Apted
Harry Joseph Apted (Suva, 30 de abril de 1925 - 8 de abril de 2016 ) fue un jugador de críquet de Fiyi. 
Debutó en 1948 en un partido del equipo nacional de Fiyi contra Auckland jugando como representante de su país hasta 1968.